# Tyst vår
Tyst vår (engelskspråkig originaltitel: Silent Spring) är en bok av den amerikanska biologen Rachel Carson, som utgavs på Houghton Mifflin den 27 september 1962.

## Innehåll
I boken beskrev Carson vad hon uppfattar som förödande effekter av användandet av bekämpningsmedel, bland annat DDT. Hon menade att om myggor utrotas kommer även fåglarna dö – och därmed blir våren tyst. Boken blev en storsäljare och finns med på flera listor över världens viktigaste facklitterära böcker. Boken blev startskottet för miljörörelsen och har fått mängder av utmärkelser – de flesta efter Carsons död 1964.

## Debatt
Boken har påverkat den allmänna miljödebatten, inte minst debatten kring kemikalier och olika miljögifter. Från libertarianskt håll har det hävdas att DDT som "malariamedicin" minskat på grund av bokens inflytande och att detta i sin tur skulle orsakat många dödsfall som kunnat undvikas. Men Carson själv förespråkade inte något totalförbud av DDT, och det har aldrig förbjudits för malariabekämpning.